# المؤتمر العالمي ضد العنصرية 2001
المؤتمر العالمي ضد العنصرية 2001 المعروف أيضًا بالاسم دربن 1 والذي عقد في مركز دربن للمؤتمرات الدولية في ديربان في بجنوب أفريقيا، تحت رعاية الأمم المتحدة في الفترة بين 31 أغسطس 2001 حتى 9 سبتمبر 2001.